# Copa América de Ciclismo 2013
La 13.ª edición de la Copa América de Ciclismo, se disputó el 6 de enero de 2013. Por segunda vez consecutiva, la carrera se desarrolló en un circuito en el Parque de Flamengo de Río de Janeiro.
Incluida en el calendario del UCI America Tour y siendo la 6.ª carrera de dicho campeonato, el recorrido fue de 9 vueltas al circuito de 12,2 km (110 km).
Participaron los 12 mejores equipos brasileños clasificados en el Tour de Brasil/Vuelta del Estado de San Pablo 2012, más 5 extranjeros; San Luis Somos Todos (Argentina) y Star Trigon (Paraguay) y las selecciones de  Chile, Paraguay y Uruguay totalizando 124 corredores y finalizando 87.
Por segundo año consecutivo, el ganador fue el argentino Francisco Chamorro del Funvic-Pindamonhangaba seguido de su compañero de equipo Nilceu Santos y de Kléber Ramos del DataRo.

## Clasificación final
| \| Posición \| Ciclista \| Equipo \| Tiempo \| Puntos UCI \| \| -------- \| -------------------- \| ---------------------------------- \| --------------- \| ---------- \| \| 1. \| Francisco Chamorro \| Funvic-Pindamonhangaba \| 2 h 27 min 45 s \| 40 \| \| 2. \| Nilceu Santos \| Funvic-Pindamonhangaba \| m.t. \| 30 \| \| 3. \| Kléber Ramos \| Clube DataRo de Ciclismo \| m.t. \| 16 \| \| 4. \| Roberto Pinheiro \| Funvic-Pindamonhangaba \| m.t. \| 12 \| \| 5. \| Juan Telmo Fernández \| Iron Age-Colner-Sorocaba \| m.t. \| 10 \| \| 6. \| Rodrigo Araújo \| Clube DataRo de Ciclismo \| m.t. \| 8 \| \| 7. \| Michel Fernández \| São Francisco Saúde-Ribeirão Preto \| m.t. \| 6 \| \| 8. \| Ignacio Maldonado \| Selección de Uruguay \| m.t. \| 3 \| \| 9. \| Geovane Andriato \| GRCE Memorial-Santos \| m.t. \| \| \| 10. \| Joaquín Coñuen \| Selección de Chile \| m.t. \| \| |                      |                                    |                 |            |
| Posición | Ciclista             | Equipo                             | Tiempo          | Puntos UCI |
| 1. | Francisco Chamorro   | Funvic-Pindamonhangaba             | 2 h 27 min 45 s | 40         |
| 2. | Nilceu Santos        | Funvic-Pindamonhangaba             | m.t.            | 30         |
| 3. | Kléber Ramos         | Clube DataRo de Ciclismo           | m.t.            | 16         |
| 4. | Roberto Pinheiro     | Funvic-Pindamonhangaba             | m.t.            | 12         |
| 5. | Juan Telmo Fernández | Iron Age-Colner-Sorocaba           | m.t.            | 10         |
| 6. | Rodrigo Araújo       | Clube DataRo de Ciclismo           | m.t.            | 8          |
| 7. | Michel Fernández     | São Francisco Saúde-Ribeirão Preto | m.t.            | 6          |
| 8. | Ignacio Maldonado    | Selección de Uruguay               | m.t.            | 3          |
| 9. | Geovane Andriato     | GRCE Memorial-Santos               | m.t.            |            |
| 10. | Joaquín Coñuen       | Selección de Chile                 | m.t.            |            |